# Липовская (Смоленская область)
Липовская — населённый пункт (станция) в Рославльском районе Смоленской области России. Входит в состав Волковичского сельского поселения. Население — 50 жителей (2007 год). 
Расположена в южной части области в 6 км к юго-востоку от Рославля, в 4 км восточнее автодороги Р120 Орёл — Витебск, на берегу реки Лаповка. 

## История
В годы Великой Отечественной войны станция была оккупирована гитлеровскими войсками в августе 1941 года, освобождена в сентябре 1943 года.

## Транспорт
В 0,1 км северо-восточнее населённого пункта находится одноимённая железнодорожная станция на линии Брянск — Рославль, открытая в 1868 году.